# Danrlei
Danrlei de Deus Hinterholz (Crissiumal, 18 de abril de 1973) é um ex-futebolista e político brasileiro, filiado ao Partido Social Democrático (PSD). Com passagem pela Secretaria do Esporte e Lazer do Rio Grande do Sul na Gestão Eduardo Leite, atualmente exerce o cargo de deputado federal.
Danrlei teve passagem marcante como goleiro do Grêmio, onde é considerado um dos maiores ídolos da história do clube. 

## Carreira futebolística

### Grêmio
Seu primeiro clube profissional foi o Grêmio, pelo qual atuou por dez anos. No Tricolor Gaúcho, Danrlei ingressou-se em 1987, nas categorias de base, graças ao seu tio Roberto Gilmar Hinterholz (Beto), que atuava como goleiro no clube, tendo sido reserva de Mazarópi na conquista da Copa Libertadores da América e do Mundial de 1983. Danrlei foi lançado no time profissional do Grêmio em 1993, com apenas 20 anos.
Em 1994 o Grêmio venceu a Copa do Brasil, tendo Danrlei como destaque. Em 1995, o goleiro foi campeão da Copa Libertadores. Danrlei sempre teve a fama de ser um goleiro muito agressivo, tendo envolvimento em muitas brigas e confusões, iniciando seu histórico de brigas e desavenças durante um jogo contra o Palmeiras naquela edição da Libertadores, quando agrediu o palmeirense Válber pelas costas. Logo após, no fim daquele ano, o Homem Grenal deu um soco no árbitro Sílvio Oliveira durante um jogo beneficente.
No ano seguinte, 1996, conquistou o Campeonato Brasileiro e foi reserva da Seleção Brasileira Sub-23 que foi aos Jogos Olímpicos de Verão nos Estados Unidos, ganhando a medalha de bronze. Em 1998, o goleiro brigou com o seu reserva, Sílvio, durante um treinamento. Em 2001, o ex-atleta discutiu com a então árbitro Carlos Eugênio Simon, discussão esta na qual Simon supostamente teria provocado Danrlei citando a ex-mulher Michelle, que se separou dele e se casou com Palhinha, ex-colega do goleiro em 1999. No mesmo ano, ele agrediu o então diretor do Grêmio, Dênis Abraão, que o desculpou após o ocorrido, relatado como "um soco sem querer" do goleiro pelo dirigente.
Em 2002, um pontapé no auxiliar de arbitragem Walter Rial durante uma partida na Libertadores contra o 12 de Octubre, o rendeu um ano de suspensão em jogos de competições continentais da CONMEBOL que voltou atrás da punição e a cancelou. Logo após o ocorrido, Danrlei ainda discutiu com o preparador de goleiros do time, Ilo Roxo. Ainda em 2002, ele disse que quebraria a perna de Diego e Robinho caso eles não parassem de fazer firula, em uma partida contra o Santos válida pelo Campeonato Brasileiro daquele ano, e brigou com o goleiro Eduardo Martini, seu companheiro de time, sendo ambos punidos com uma redução salarial.
Já em seu último ano como jogador gremista, Danrlei ainda deu uma cabeçada no 4º árbitro Marcelo Tofanello. Também em 2003, ele ainda chegou a bater boca com um torcedor após usar chuteiras vermelhas e por chegar atrasado em um treino, e após este treino, afirmar que jogar contra Figueirense ou Fortaleza era mais fácil que enfrentar Ponte Preta ou Guarani. Por conta desse mal-estar gerado no ano e pelo desempenho ruim na temporada, chegando a ser reserva de Eduardo Martini em algumas partidas, o jogador foi dispensado no fim do ano.
Com o Grêmio, Danrlei também conquistou as Copas do Brasil de 1997 e 2001, bem como a Recopa Sul-Americana de 1996, ao vencer o Independiente por 4 a 1.

### Fluminense e Atlético Mineiro
Em 2004, após 10 anos no Grêmio, Danrlei transferiu-se para o Fluminense, logo após ser dispensado do time gaúcho. No entanto, sem garantias de titularidade, ficou apenas até o mês de abril, disputando somente três partidas e jogando duas delas pelo Campeonato Brasileiro, onde foi defensor de quatro penalidades. Recebeu uma proposta do Atlético Mineiro, para onde foi em seguida para ser titular e disputar o Brasileirão. Na época de Atlético Mineiro, Danrlei manteve a fama de briguento: o goleiro chegou à trocar socos com o árbitro Luiz Carlos Silva e levou um chute de um policial militar após uma derrota para o América Mineiro, em março de 2005. Além disso, discutiu com um torcedor atleticano dentro de um shopping no fim de 2004, brigou com o então colega André Luís durante um treino também em 2004, e discutiu dentro de campo com o atacante Carlos Tévez, do Corinthians, pelo Campeonato Brasileiro de 2005.

### Últimos anos
Em agosto de 2006, transferiu-se para o português Beira-Mar, onde também atuava Jardel, seu ex-companheiro de Grêmio. Em dezembro, rescindiu seu contrato e retornou para Porto Alegre. No início de 2007, assinou contrato para atuar pelo São José.
No dia 3 de março de 2007, Danrlei jogou pela primeira vez como visitante no Estádio Olímpico Monumental.
Em 5 de janeiro de 2009, Danrlei assinou contrato por uma temporada com o Brasil de Pelotas. Poucos dias depois, um ônibus com o time sofreu um acidente, com três mortes, inclusive o uruguaio Claudio Milar, goleador e ídolo da torcida xavante. O Brasil de Pelotas foi o último clube profissional de sua carreira.
No dia 12 de dezembro de 2009, Danrlei promoveu um jogo de despedida no Estádio Olímpico, em que reuniu o time titular do Grêmio na conquista da Libertadores da América de 1995. O jogo teve ares de festa, com a presença de jogadores históricos gremistas como Paulo Nunes, Jardel, Dinho, Adílson Batista, Mazarópi e Tarciso.

## Títulos
Grêmio
- Campeonato Gaúcho: 1993, 1995, 1996, 1999 e 2001
- Copa Sul: 1999
- Copa do Brasil: 1994, 1997 e 2001
- Copa Libertadores da América: 1995
- Recopa Sul-Americana: 1996
- Campeonato Brasileiro: 1996

Seleção Brasileira
- Torneio Pré-Olímpico Sul-Americano Sub-23: 1996
- Medalha de bronze nos Jogos Olímpicos: 1996

## Carreira política
Pouco depois de confirmar sua aposentadoria, o goleiro optou por se candidatar a uma vaga de deputado federal nas eleições de 2010 pelo PTB. Foi eleito com mais de 170 mil votos, tendo sido, no Rio Grande do Sul, o quarto candidato mais votado. Danrlei foi o ex-atleta mais votado nas eleições de 2010 em todo o Brasil. Em seguida trocou de partido, deixou o PTB para ingressar no PSD, criado em 2011.
Nas eleições de 2014, foi reeleito para o cargo de deputado federal pelo PSD, obtendo pouco mais de 158 mil votos, sendo o segundo deputado federal mais votado no Rio Grande do Sul.
Em 2015 foi pré-candidato a Prefeitura de Porto Alegre, tendo seu nome lançado pelo então vice-governador do Rio Grande do Sul, José Paulo Cairoli.
Como deputado federal, votou a favor do Processo de impeachment de Dilma Rousseff. Já durante o Governo Michel Temer, votou a favor da Emenda Constitucional do Teto dos Gastos Públicos. Em abril de 2017 foi favorável à Reforma Trabalhista. Em agosto de 2017 votou a favor do processo em que se pedia abertura de investigação do presidente Michel Temer.
Nas eleições de 2018 foi reeleito mais uma vez, desta vez com cerca de 102 mil votos.
Em agosto de 2019, Danrlei votou a favor da reforma da Previdência do governo Jair Bolsonaro. A reforma, que foi aprovada e como consequência terminou com a aposentadoria por tempo de contribuição sem idade mínima, aumentou o tempo de contribuição para homens e mulheres.
Em 4 de maio de 2021, foi convidado para assumir a Secretaria do Esporte do Rio Grande do Sul, sendo empossado no mesmo dia. Deixou o cargo no dia 4 de abril de 2022, sendo sucedido por Letícia Boll.
Danrlei foi reeleito deputado federal em 2 de outubro de 2022, tendo recebido 97 824 votos no Rio Grande do Sul.

### Resultados eleitorais
São resultados eleitorais de Danrlei:
| Ano  | Eleição                        | Candidato a      | Partido | Coligação                                                     | Votos           | Resultado |
| ---- | ------------------------------ | ---------------- | ------- | ------------------------------------------------------------- | --------------- | --------- |
| 2010 | Estaduais do Rio Grande do Sul | Deputado Federal | PTB     | Aliança Trabalhista Democrática (PTB, DEM)                    | 173.787 (2,90%) | Eleito    |
| 2014 | Estaduais do Rio Grande do Sul | Deputado Federal | PSD     | Unidos Pelo Rio Grande (PSD, PSB, PPS, PTdoB, PHS, PSL, PSDC) | 158 973 (2,70%) | Eleito    |
| 2018 | Estaduais do Rio Grande do Sul | Deputado Federal | PSD     | Rio Grande Vencedor (PSD, PSC, PMN, PTdoB, PTC, PRP)          | 102.662 (1,76%) | Eleito    |
| 2022 | Estaduais do Rio Grande do Sul | Deputado Federal | PSD     | sem coligação proporcional                                    | 97.824 (1,59%)  | Eleito    |

## Condenação
Em julho de 2016, Danrlei foi condenado em primeira instância por dano moral. Em 2012 ele havia acusado duas funcionárias de um hotel da cidade de Santo Ângelo, no Rio Grande do Sul, de haverem roubado sua aliança, chamando-as de ladras. A juíza Marta Martins Moreira, da 3ª Vara Cível da Comarca de Santo Ângelo, estipulou que cada uma das funcionárias terá direito a receber a quantia de 15 mil reais.

## Vida pessoal
Nas horas de folga, Danrlei atua como DJ, sendo dono de um empresa chamada Moving Dj's em Porto Alegre.